# Giovan Battista Guarinoni d'Averara

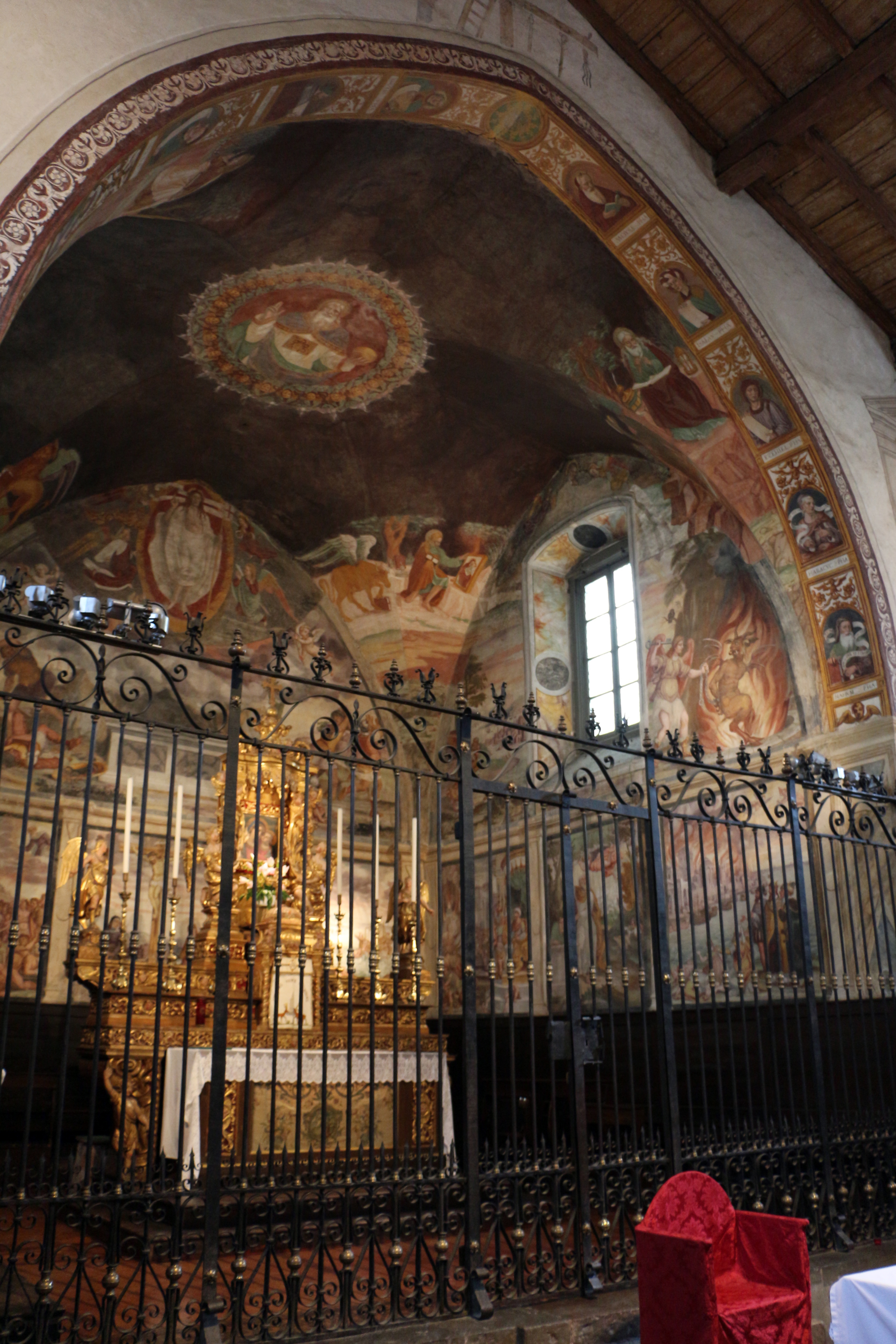
Chiesa di San Michele al Pozzo Bianco con affreschi di Giovan Battista Guarinoni

Giovan Battista Guarinoni da Averara (Averara, circa 1548 – Bergamo, 5 novembre 1579) è stato un pittore italiano.

## Biografia
Il pittore Giovan Battista Guarinoni era figlio di Orlando e di Lucia Baschenis e nipote di Simone II, non vi è certezza della sua nascita ad Averara, avendo la famiglia in gestione locande a Genova così come il suocero anche se era anche lui originario di Averara. Il Tassi infatti considerava Averara come un cognome di famiglia e non il piccolo paese di provenienza che aveva già dato molti artisti come i Baschenism gli Scanardi, i Guerinoni e vari altri, artisti che firmarono le proprie opere indicando la località e portando a non poca confusione.

Studiò le pitture di Giovan Battista Castello che poteva ammirare nella Cappella Colleoni, poi perse, gli affreschi in Villa Lanzi a Gorlago esposti nel palazzo della Provincia di Bergamo, ma particolarmente nei cicli genovesi, anche se operò solo in Bergamo e nella bergamasca.
Il pittore morì improvvisamente, forse per idrofobia, il 5 novembre 1579, a soli trentun anni nel suo momento di miglior attività artistica, quando la sua carriera era in ascesa, la sua bottega che si trovava in vicinia di san Lorenzo aveva una posizione di grande favore.

## Opere
Ottenne una prima commissione nel 1569 dal Monastero di Astino per la realizzazione di affreschi nella chiesa del santo Sepolcro. Questa commissione lo portarono a ottenere gli incarichi più importanti della seconda metà del '500 a Bergamo superando la bottega di Cristoforo Baschenis il Vecchio (suo zio materno) considerata antiquata. Nel 1572 ottenne l'incarico per la realizzazione degli affreschi Storie d'Orbecche per il palazzo Palma Camozzi Vertova di Antonio Pichetti nella vicinia di san Lorenzo. Nel 1574 realizzò i suoi migliori lavori per il Palazzo Morando di Bergamo e nel 1577 le pitture per il Collegio dei Giuristi in palazzo del Podestà. 
(Francesco Tassi-Vita de' Pittori, Scultori e Architetti Bergamaschi – anno 1793)
Sono riconducibili all'artista anche gli affreschi del tempietto di Santa Croce raffiguranti episodi tratta dalla Leggenda Aurea di Jacopo da Varagine.
I grandi affreschi per la chiesa di San Michele al Pozzo Bianco vennero realizzati nel 1577, mentre gli affreschi eseguiti con la collaborazione di Gian Paolo Cavagna per la basilica di Sant'Alessandro in Colonna vennero eseguiti dal 1578 al 1579. Al pittore è ricondotto il lavoro della pala d'altare Madonna col Bambino e sante per la chiesa di Averara.
Del Guarinoni sono documentati anche alcuni dipinti a fresco eseguiti per abitazioni private, in particolare le Figure allegoriche per una abitazione in via Rivola, poi distrutta, e per un'altra in piazza del Mercato del Fieno sempre di Bergamo. In piazza Mascheroni gli affreschi delle storie di Orlando di cui alcuni furono eseguiti da Giovanni Cariani, e altri in piazza Vecchia per il palazzo del Podestà. Del 1576 sono gli affreschi della chiesa di Santa Maria Maddalena, in parte recuperati con i restauri.